# Lista de divisões censitárias de Saskatchewan
A província de Saskatchewan, no Canadá, é dividida em 18 divisões censitárias de acordo com a Statistics Canada.

## Lista de divisões
| Divisões       | População (2016) | Maior cidade     | População (2016) |
| -------------- | ---------------- | ---------------- | ---------------- |
| Divisão N.º 1  | 31 766           | Estevan          | 11 258           |
| Divisão N.º 2  | 22 825           | Weyburn          | 10 870           |
| Divisão N.º 3  | 12 610           | Assiniboia       | 2 389            |
| Divisão N.º 4  | 10 854           | Maple Creek      | 2 084            |
| Divisão N.º 5  | 31 750           | Melville         | 4 562            |
| Divisão N.º 6  | 262 837          | Regina           | 215 106          |
| Divisão N.º 7  | 47 195           | Moose Jaw        | 33 890           |
| Divisão N.º 8  | 30 718           | Swift Current    | 16 604           |
| Divisão N.º 9  | 35 634           | Yorkton          | 16 343           |
| Divisão N.º 10 | 16 563           | Wynyard          | 1 732            |
| Divisão N.º 11 | 303 423          | Saskatoon        | 246 376          |
| Divisão N.º 12 | 23 986           | Battleford       | 4 465            |
| Divisão N.º 13 | 23 224           | Kindersley       | 4 597            |
| Divisão N.º 14 | 36 096           | Melfort          | 5 992            |
| Divisão N.º 15 | 85 908           | Prince Albert    | 35 926           |
| Divisão N.º 16 | 37 999           | North Battleford | 13 888           |
| Divisão N.º 17 | 47 900           | Lloydminster     | 11 765           |
| Divisão N.º 18 | 37 064           | La Ronge         | 2 688            |